# Maison gothique (Villefort)
La maison gothique de Villefort est une maison située à Villefort, en France.

## Localisation
La maison est située rue de l'Église, sur la commune de Villefort, dans le département français de la Lozère.

## Historique
L'édifice est inscrit au titre des monuments historiques en 1993.